# Ludwig Hoffmann (Theaterwissenschaftler)
Ludwig Hoffmann (* 17. April 1932 in Oberoderwitz; † 15. November 1997 in Berlin) war ein deutscher  Theaterwissenschaftler. Seine wissenschaftliche Arbeit galt insbesondere der linken, proletarischen Theatertradition der zwanziger und dreißiger Jahre.

## Leben
Nach dem Studium an den Theaterhochschulen Weimar und Leipzig (1951–1955) und einer Diplomarbeit über und Hospitanz bei Bertolt Brechts Inszenierung vom „Kaukasischen Kreidekreis“ am Berliner Ensemble 1954 Bearbeitung von Theaterstücken für den Hofmeister Verlag und wissenschaftlicher Mitarbeiter am Institut für Volkskunst in Leipzig (dort unter anderem Zusammenarbeit mit Manfred Naumann und Jürgen Teller). Lehrhefte zur Dramaturgie und eigene Texte für das Laientheater sowie Forschung zum Arbeitertheater. Enge Freundschaft mit dem Dichter und Dramatiker Richard Leising. Ab 1964 wissenschaftlicher Mitarbeiter an der Theaterwissenschaftlichen Abteilung der Akademie der Künste der DDR in Berlin, ab 1973 Leiter der Abteilung Darstellende Kunst der Akademie. Hoffmann arbeitete in dieser Zeit eng mit den Präsidenten der Akademie, Konrad Wolf (1965–1982), Manfred Wekwerth (1982–1990) und Heiner Müller (1990–1993) zusammen, für die er unter anderem auch Reden schrieb. Teilnahme an den von Peter Hacks initiierten Arbeitsgesprächen der Akademie „Berlinische Dramaturgie“. Mitarbeit am DEFA-Dokumentarfilm „Busch singt – sechs Filme über die erste Hälfte des 20. Jahrhunderts“ (1982), Regie: Konrad Wolf. Nach der Abwicklung der Akademie der Künste 1993 wissenschaftlicher Mitarbeiter der Berlinischen Galerie für die Ausstellung „Berlin-Moskau, Moskau-Berlin 1900–1950“ (Eröffnung 3. September 1995 im Martin-Gropius-Bau Berlin und am 1. März 1996 im Staatlichen Puschkin-Museum Moskau).

## Publikationen
- (Hg.), Der 1. Mai ist rot. Szenen, Prosa, Gedichte, Dokumente, Berlin 1961.
- (zus. mit Daniel Hoffmann-Ostwald), Deutsches Arbeitertheater 1918–1933, Berlin 1961 (2. erw. Aufl. Berlin 1972 u. München 1973; Tokio 1979).
- (Hg.), Erwin Piscator. Schriften, 2 Bde., Berlin 1968 (2. Aufl. u.d.T. Erwin Piscator. Theater, Film, Politik, Berlin 1980).
- (Hg. zus. mit Dieter Wardetzky), Meyerhold, Tairow, Wachtangow. Theateroktober. Beiträge zur Entwicklung des sowjetischen Theaters, Leipzig 1972, Frankfurt a. M. 1972.
- (Hg.), Manfred Wekwerth. Schriften. Arbeit mit Brecht, Berlin 1973 (2. Aufl. Berlin 1975).
- (Hg.), Herbert Jhering. Der Kampf ums Theater und andere Streitschriften 1918–1933, Berlin 1974.
- (Hg.), Erwin Piscator. Theater der Auseinandersetzung. Ausgewählte Schriften und Reden, Frankfurt a. M. 1977.
- (zus. mit Manfred Naumann u. a.), Schauspielführer, 3 Bde., Berlin 1963–64, 2. Aufl. 1966–68, 3. Aufl. 1972, 4. Aufl. 1975, Neuaufl. in 2 Bde. Berlin 1986, 2. Aufl. 1988.
- (unter Mitarb. von Klaus Pfützner), Theater der Kollektive. Proletarisch-revolutionäres Berufstheater in Deutschland 1928-1933, Berlin 1980.
- (Mithg. u. Autor), Kunst und Literatur im antifaschistischen Exil 1933–1945, 7 Bde., Leipzig 1980, 2. Aufl. 1987, Frankfurt am Main 1981.
- (Hg. zus. mit Dieter Heinze), Konrad Wolf im Dialog – Künste und Politik, Berlin 1985.
- (zus. mit Karl Siebig), Ernst Busch. Eine deutsche Biographie in Texten, Bildern und Dokumenten, Berlin (Ost) und Berlin (West) 1987.
- Das proletarische Theater Berlins und der Impuls Proletkult, in: Irina Antonowa u. Jörn Merkert (Hg.), Berlin-Moskau, Moskau-Berlin 1900–1950, Berlin 1995, 227–232.

## Weblink
- Ludwig-Hoffmann-Archiv im Archiv der Akademie der Künste, Berlin